# Лопес-Гател Рамирес, Уго
Уго Лопес-Гател Рамирес (род. 13 февраля 1969, Мехико) — мексиканский эпидемиолог, исследователь, профессор и государственный служащий. С 1 декабря 2018 года он возглавляет Подсекретариат по профилактике и укреплению здоровья в Министерстве здравоохранения Мексики. Он подчеркнул свою роль в борьбе с пандемией из-за болезни COVID-19 в его стране.

## Биография
Уго Лопес-Гател Рамирес родился 22 февраля 1969 года в Мехико, сын Франциско Лопеса-Гател Трухильо и Маргариты Рамирес Дуарте. Его отец родился в Таррагоне, Каталония, Испания, в 1925 году и приехал в Мексику вместе со своими бабушкой и дедушкой по отцовской линии в качестве республиканских ссыльных. Его отец был урологом, а мать — медсестрой, и они познакомились, когда оба работали в больнице 20 ноября.С 1 декабря 2018 года и по настоящее время он занимает должность главы Секретариата по укреплению здоровья и профилактике.